# Дерево кохання (Одеса)
Дерево кохання — бронзова скульптура, що символізує вічність   або день святого Валентина , встановлена в Одесі, Україна.

## Ідея створення
Ідею створення пам'ятника запропонувала партія «Віче» . За спогадами автора пам'ятника Михайла Реви, початкова композиція пам'ятника мала бути іншою: «Коли я його робив, унизу мали стояти невеликі хлопчик і дівчинка, що тримали велике серце. Але потім я зрозумів, що цими персонажами стануть глядачі». Так, дерево та фігурки дітей розпалися на дві самостійні скульптурні композиції: дерево, чия крона сама перетворилася на серце, було встановлено у Міському саду, а фігурки дітей, що тримають серце, — у внутрішньому дворику реабілітаційного центру Литваку .
Пам'ятник було урочисто відкрито 14 лютого 2006 року – у день закоханих. На церемонії відкриття скульптор та представники «Віче» заклали в основу пам'ятника капсулу з листом дітям, що народилися цього року .

## Композиція
Триметрова композиція, що важить тонну, виконана у формі дерева, крона якого нагадує серце. На патинованій бронзовій кроні, як дозрілі плоди, рельєфно виступають 210 полірованих до блиску бронзових сердець — за кількістю років місту Одесі (Одеса була заснована 1794 року). Декілька сердець впало на землю і лежать біля основи стовбура. Скульптор пояснив зміст композиції: "дерево - це основа життя: його коріння - минуле, крона - сьогодення". На стовбурі дерева 65 мовами світу написано одне слово — «кохання».

## Міська легенда
За повір'ям, якщо закохана пара, взявшись за руки, доторкнеться до стовбура дерева, то їх любов буде міцною, як бронза .